# Estació del Palau
El Palau és una estació ferroviària, on s'hi aturen trens de les línies suburbanes S4 i S8, i de rodalia R5 i R6 de la Línia Llobregat-Anoia de FGC situada al barri del Palau, al nord de Sant Andreu de la Barca, a la comarca del Baix Llobregat.
Aquesta estació s'ubica dins de la tarifa plana de l'àrea metropolitana de Barcelona, qualsevol trajecte entre dos dels municipis de l'àrea metropolitana de Barcelona valida com a zona 1.
L'estació es dissenya arran de la duplicació de via entre Sant Boi i Sant Andreu de la Barca de la línia d'ample mètric Barcelona-Martorell construïda el 1912, per donar cobertura al nord de la població de Sant Andreu de la Barca. Es posà en funcionament el 25 d'abril de 2002.
L'estació va suposar una important millora de freqüències des de Sant Andreu de la Barca fins a Barcelona. Era on acabaven els trens de la línia suburbana S7.

## Serveis ferroviaris
| Línia Llobregat-Anoia de FGC |                         |                  |                                 |                        |
| Procedència/Destinació       | <                       | Línia            | >                               | Procedència/Destinació |
| Barcelona - Pl. Espanya      | Sant Andreu de la Barca |                  | Martorell Vila \| Castellbisbal | Olesa de Montserrat    |
| Barcelona - Pl. Espanya      | Sant Andreu de la Barca | Martorell-Enllaç | Martorell Vila \| Castellbisbal |                        |
| Barcelona - Pl. Espanya      | Sant Andreu de la Barca |                  | Martorell-Central               | Manresa-Baixador       |
| Barcelona - Pl. Espanya      | Sant Andreu de la Barca | Igualada         | Martorell-Central               |                        |